# Timethai
Dharmthai Plangsilp (tailandés: ธา ม ไท แพลง ศิลป์ - tailandés pronunciación: [t ʰ ɑ ː mt ʰ aɪ p ʰ læŋsɪn]),( nacido el 2 de enero de 1996, Bangkok), conocido por su nombre artístico como Timethai (tailandés pronunciación: [t ʰ ɑ ː aɪ mt ʰ]), es un cantante y bailarín tailandés. Timethai debutó un sencillo llamado "No More" realizado en diciembre de 2011. 
Su vídeo musical del mismo nombre "No More" recibió 10 millones de visitas en solo 5 meses, un gran logro para un artista tan nuevo, su popularidad en Tailandia creció enormemente siendo en la actualidad muy popular en todo el país. 
Su segundo sencillo "The End", fue lanzado en abril de 2012, este sencillo se mantuvo en primer lugar de las listas de popularidad de Tailandia aun después de una mes de su estreno. Timethai se convirtió en el primer artista joven solista que logró tanto éxito y popularidad en Tailandia con una carrera tan reciente.
Actualmente es uno de los cantantes más populares de Tailandia.

## Biografía
Nació el 2 de enero de 1996 en Bangkok, Tailandia. Fue descubierto por la agencia de entretenimiento "Kamikaze" en 2010, por medio de uno de sus vídeos musicales de YouTube titulada "Dharmthai". Timethai es bailarín y coreógrafo, comenzó a desarrollar sus habilidades practicando y entrenando desde sus 7 años de edad. También toca instrumentos autóctonos de los pueblos indígenas de su país, como el xilófono, el contralto tailandés, el alto xilófono de bambú y el Kong Wong (tailandés: ฆ้องวง), estos talentos le ayudaron a Timethai a capturar la atención del staff durante el casting, quienes le ofrecieron recibir entrenamiento y canto vocal profesional.

## Discografía

### Sencillos
| Año  | Sencillos                                          | Álbum    |
| ---- | -------------------------------------------------- | -------- |
| 2011 | No More (รักกว่านี้ไม่มีอีกละ) Feat. Tomo K-Otic          | TIMETHAI |
| 2012 | The End (จบมั้ย)                                     | TIMETHAI |
| 2012 | Top Secret (มีอะไรอีกมั้ยที่ลืมบอก)                       | TIMETHAI |
| 2012 | Always Da One (ไม่มีทางไม่มีเธอ)                       | TIMETHAI |
| 2013 | In Time (มาได้จังหวะ)                                | DRIFE    |
| 2013 | Blame It On Me (เจ็บคนเดียวก็พอ)                      | DRIFE    |
| 2013 | Spy (แฟนพันธุ์ท้อ)                                     | DRIFE    |
| 2013 | All l Need (แค่อีกวันที่รักเธอ)                          | DRIFE    |
| 2014 | Hidden Line (ชู้ทางไลน์) Feat. Kratae Rsiam           |          |
| 2015 | Don't Judge Me (อย่าหาว่าฉันร้าย) Feat. Big P Thaikoon |          |
| 2015 | All Good (ไม่เป็นไร)                                 |          |

### Álbumes de estudio
| Detalles                                                          | Pistas |
| ----------------------------------------------------------------- | --- |
| TIMETHAI - Released: 2012 - Label: Kamikaze - Formats: Mini Album | 1. No More (รักกว่านี้ไม่มีอีกละ) 2. The End (จบมั้ย) 3. Top Secret (มีอะไรอีกมั้ยที่ลืมบอก) 4. Always Da One (ไม่มีทางไม่มีเธอ) |
| DRIFE - Released: 2013 - Label: Kamikaze - Formats: -             | 1. In Time (มาได้จังหวะ) 2. Blame It On Me (เจ็บคนเดียวก็พอ) 3. Spy (แฟนพันธุ์ท้อ) 4. All l Need (แค่อีกวันที่รักเธอ)       |

### Conciertos
| Título                                          | Fecha                 | Lugar                                     |
| ----------------------------------------------- | --------------------- | ----------------------------------------- |
| Biscuit Gap presents FFK AHOLIC CONCERT (Guest) | 26 de mayo de 2012    | Royal Paragon Hall, Siam Paragon, Bangkok |
| KAMIKAZE THE 5th DESTINY CONCERT                | 13 de octubre de 2012 | Royal Paragon Hall, Siam Paragon, Bangkok |
| KAMIKAZE K Fight Concert                        | 13 de octubre de 2013 | Royal Paragon Hall, Siam Paragon, Bangkok |